# قوراش‌دیرما
قوراش‌دیرما (به لاتین: Quraşdırma) یک منطقه مسکونی در جمهوری آذربایجان است که در شهرستان فضولی واقع شده است.